# Abad (automóviles)
Triciclos Abad, conocida sencillamente como Abad, fue un fabricante español de pequeños vehículos adaptados al transporte de minusválidos. Estos triciclos fueron uno de los vehículos que empezaron a circular en la España de la posguerra.

## Historia
La empresa fue fundada por Norberto Abad Prieto y ubicada en Madrid, dedicada principalmente a la fabricación de vehículos que proveyeran de movilidad a personas con discapacidades físicas.
El triciclo Abad era uno de los tantos cochecitos de inválidos que fueron fabricados de forma casi artesanal en España; la empresa fabricó estos vehículos en los talleres de las calles Chimbo nº 20 y Águila nº 9 de Madrid, los cuales pertenecían a Norberto Abad. Esta clase de automóviles fue muy demandada en España a partir de los años 1940, precisamente por el aumento de personas con miembros mutilados como consecuencia de la guerra civil española.
Durante las décadas de 1940, 1950 y 1960, además de realizar reparaciones y producir coches adaptados para personas discapacidadas con y sin motor, Norberto Abad también fabricó sillas plegables para inválidos hechas a medida, triciclos para reparto y remolques.
La empresa estuvo en funcionamiento hasta finales de los años 1960. A finales de esa década, un coche para minusválidos con capacidad para dos pasajeros, propulsado por un motor de 125 cc marca Vespa, con 4 velocidades y ventilador de refrigeración, montado sobre ruedas con medidas de 350x10, con discos desmontables e intercambiables, horquilla telehidráulica, suspensión trasera, defensas, una caja portaequipajes y con tapicería de plástico y gomaespuma, tenía un precio de 30.720 pesetas.
Uno de estos carritos motorizados fue la base del argumento de una película de 1960, llamada El cochecito, dirigida por Marco Ferreri y protagonizada por José Isbert. Gracias a este filme, los cochecitos de inválidos marca Abad se popularizaron enormemente en España.

## Modelos
Todos los modelos que fabricó Abad fueron triciclos basados en motocicletas de origen Guzzi, Vespa o Villiers. Estos triciclos adaptados estaban equipados con motores de esas marcas.